# Noirs de Giessen
Les Noirs de Giessen (en allemand Gießener Schwarzen ou Germanenbund) sont un mouvement radical national et républicain à Giessen au début du XIXe siècle, précédant une Burschenschaft. Le membre le plus connu est Karl Follen.
La Studentenverbindung est fondée en 1815 par sept fondateurs de la société de lecture teutonne (de) et a pour couleurs le noir-bleu-rouge. Ses membres, dont le nombre est limité à 20, portent le costume traditionnel allemand (de). Ceci lui vaut le nom de Noirs. Selon Gerhard Kurz, cet uniforme est censé symboliser l'égalité, tandis que la couleur noire symbolise le secret, évoque un aspect menaçant et probablement aussi la robe universitaire des pasteurs protestants.
La devise est « Treue und Liebe bis in den Tod », « Loyauté et Amour jusqu'à la mort » ou « Gott, Freiheit, Vaterland », « Dieu, Liberté, Patrie ».
La Studentenverbindung a début l'année 1816 par des conflits avec le Convent des anciens de Gießen (de) et se dissout avec les décrets de Carlsbad en 1819.

## Membres
- Reinhard Eigenbrodt (de)
- August Emmerling (de)
- Adolf Ludwig Follen
- Karl Follen
- Friedrich Ludwig Klipstein (de)
- Friedrich Münch (de)
- Joseph von Münch-Bellinghausen (de)
- Christian Sartorius (de)
- Friedrich Eduard Schulz
- Friedrich Wilhelm Schulz
- Friedrich Karl Simon (de)
- Georg Thudichum
- Ludwig Thudichum